# Kałdowo (powiat malborski)
Kałdowo (niem. Kalthof) – wieś  w Polsce położona w województwie pomorskim, w powiecie malborskim, w gminie Malbork na obszarze Wielkich Żuław Malborskich przy drodze krajowej nr 22. 
Współczesna wieś Kałdowo stanowi szczątkową część historycznej wsi Kałdowo, której zasadnicza część znajduje się od 5 października 1954 w granicach Malborka. Zachodnia część, stanowiąca obecną wieś Kałdowo (1744,38 ha), została także włączona do Malborka w 1954 roku, lecz wyłączono ją ponowie 1 stycznia 1972. Podzielona jest ona między sołectwa Kałdowo Wieś i Kałdowo 2 (wydzielone z sołectwa Kałdowo Wieś w 2011 roku, obejmujące dawne OHZ Kałdowo).

## Historia
W latach 1975–1998 miejscowość administracyjnie należała do województwa elbląskiego.